# Governatori romani della Germania superiore

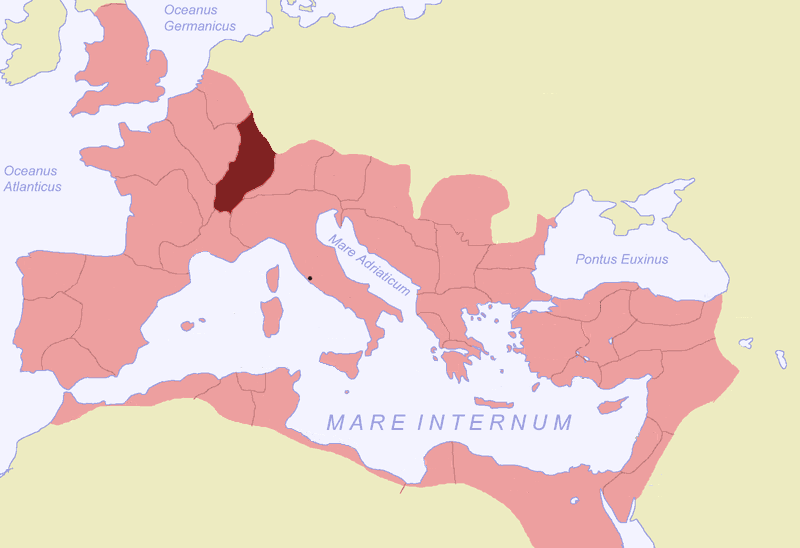
La provincia (in rosso cremisi) al tempo di Traiano.

Questa è la lista dei governatori del distretto militare, poi organizzato in provincia romana, della Germania superiore.

## La Germania superiore
La Germania superiore comprendeva l'area delle attuali regioni della Svizzera occidentale, del Giura francese e dell'Alsazia, nonché la Germania sud-occidentale. In epoca romana, essa comprendeva il medio corso del Reno, confinando con il limes Germanicus e la provincia di Rezia a sud-est. Forte di un esercito di quattro legioni con numerosi auxilia fino al momento delle guerre daciche di Domiziano e Traiano, quando la guarnigione fu ridotta prima a tre e poi a due legioni, le città principali erano Vesontio (Besançon), Argentoratae (Strasburgo), Aquae Mattiacae (Wiesbaden), Augusta Raurica (Augst) e la capitale Mogontiacum (Magonza). Benché occupata militarmente come distretto militare separato già dai tempi di Augusto, la Germania superiore (insieme al corrispettivo inferiore) divenne provincia solo attorno all'85 con la riorganizzazione di Domiziano.

## Lista dei governatori fino a Diocleziano
La presente lista si basa principalmente su B. Thomasson, Laterculi praesidum, I, Göteborg 1984, coll. 47-54, e W. Eck, Die Statthalter der germanischen Provinzen vom 1.-3. Jahrhundert, Köln-Bonn 1985, pp. 1-104.
| Anni                                | Nome                                                      | Fonti |
| ----------------------------------- | --------------------------------------------------------- | --- |
| 14-21                               | Gaio Silio                                                | Tacito, Annali, I, 32, 2-3; 72, 1; II, 6, 1; 7, 1-2; 25, 1; III, 42, 2; 43, 3; 45-47; IV, 18, 1-2; 19, 4; AE 1924, 84 |
| sotto Tiberio                       | Ignotus                                                   | CIL XIII, 11513 |
| tra 25 e 29/30                      | Cosso Cornelio Lentulo?                                   | CIL XIII, 6798 |
| 29/30-39                            | Gneo Cornelio Lentulo Getulico                            | Tacito, Annali, VI, 30, 2-3; Cassio Dione, Storia Romana, LIX, 22, 5; Svetonio, Galba, 6, 2; AE 1985, 47 |
| 39-41                               | Lucio Livio Ocella Servio Sulpicio Galba                  | Svetonio, Galba, 6, 2-3; 8, 1; Cassio Dione, Storia Romana, LX, 8, 7; Plutarco, Galba, 3, 2; Epitome de Caesaribus, 6, 3 |
| 43-45 (presumibilmente 41/42-46/47) | Gaio Vibio Rufino                                         | CIL XIII, 6797; ILS 2283 |
| 46/47-49?                           | Quinto Curzio Rufo                                        | Tacito, Annali, XI, 20, 3; CIL XIII, 11514; AE 1934, 18 |
| 49?/50-54/55?                       | Publio Calvisio Sabino Pomponio Secondo                   | Tacito, Annali, XII, 27-28; CIL XIII, 5201 + CIL XIII, 5237; CIL XIII, 11515 |
| 55                                  | Lucio Antistio Vetere                                     | CIL XIII, 6820; Tacito, Annali, XIII, 53, 2-3 |
| 56-58                               | Tito Curtilio Mancia                                      | Tacito, Annali, XIII, 56, 2; Flegonte di Tralles, Mirabilia, 27 (= FGrHist 257 F 36) |
| da almeno 63-67?                    | Publio Sulpicio Scribonio Proculo                         | CIL XIII, 11806; Cassio Dione, Storia Romana, LXIII, 17, 2-4; AE 1978, 658 |
| 67/68                               | Lucio Verginio Rufo                                       | Plutarco, Galba, 6, 1; 10, 6; Cassio Dione, Storia Romana, LXIII, 24-25 |
| 68                                  | Marco Ordeonio Flacco                                     | Tacito, Storie, I, 9, 1; 56, 1; II, 57, 1; IV, 18, 1; Plutarco, Galba, 10, 6 |
| 70-72?                              | Appio Annio Gallo                                         | Tacito, Storie, IV, 68, 1; V, 19, 1 |
| 72?-76                              | Gneo Pinario Cornelio Clemente                            | CIL XII, 113; CIL XVI, 20; CIL XIII, 9082; CIL XI, 5271; B. Pferdehirt, Römische Militärdiplome und Entlassungsurkunden in der Sammlung des Römisch-Germanischen Zentralmuseums, Mainz 2004, n° 2 |
| 79/80-82/83                         | Quinto Corellio Rufo                                      | CIL XVI, 28 |
| 87/88-gennaio 89                    | Lucio Antonio Saturnino                                   | Svetonio, Domiziano, 6, 2; Epitome de Caesaribus 11, 9; Cassio Dione, Storia Romana, LXVII, 11, 1 |
| 89-91/92                            | Gaio Ottavio Tidio Tossiano Lucio Giavoleno Prisco        | CIL XVI, 36; CIL III, 9960; AE 1991, 1261; AE 2003, 2056; AE 2004, 1910 |
| Sotto Domiziano                     | -TUS                                                      | CIL XIII, 11517 |
| 94-96                               | Sesto Lusiano Proculo                                     | AE 2004, 1912 |
| 96/97                               | ??                                                        | La presenza di Tiberio Giulio Candido Mario Celso ipotizzata da W. Eck, Diplomfragmente für die Provinzen Moesia inferior, Germania superior und Cappadocia unter Domitian und Nerva, in Zeitschrift für Papyrologie und Epigraphik 226 (2023), pp. 175-188, è stata confutata da H. Halfmann, Ein Militärdiplom für Lycia et Pamphylia aus dem Jahr 97, in Zeitschrift für Papyrologie und Epigraphik 230 (2024), pp. 255-260. |
| 97                                  | Marco Ulpio Traiano                                       | Historia Augusta, Vita Hadriani, 2, 5; Cassio Dione, Storia Romana, LXVIII, 3, 4; Plinio il Giovane, Panegirico, 9, 2 |
| 97/98                               | Lucio Giulio Urso Serviano                                | Historia Augusta, Vita Hadriani, 2, 6; Plinio il Giovane, Lettere, VIII, 23, 5 |
| I secolo d.C.                       | -FUS                                                      | CIL XIII, 5204 |
| ca. 110/111                         | Ignotus                                                   | CIL XIII, 5089 |
| 116/117-118                         | Cano Giunio Nigro                                         | CIL XVI, 62; AE 2002, 1762 |
| tra 121 e 129                       | Gaio Quinzio Certo Poblicio Marcello                      | AE 1934, 231; AE 1964, 148 |
| 129                                 | Tiberio Lartidio Celere                                   | AE 1982, 781 |
| 134                                 | Tiberio Claudio Quartino                                  | CIL XVI, 80 |
| tra ca. 114 e 134                   | -ULLINUS                                                  | CIL XVI, 129 |
| 142                                 | Ignotus                                                   | AE 2012, 1011 |
| 150                                 | Tito Cesernio Stazio Quinzio Staziano Memmio Macrino      | CIL XIII, 5609 |
| tra 151 e 155                       | Gaio Popilio Caro Pedone                                  | CIL XIV, 3610; AE 1924, 74; AE 2019, 1298 |
| tra 155 e 158?                      | Lucio Dasumio Tullio Tusco                                | CIL XI, 3365 |
| 158                                 | Sesto Calpurnio Agricola                                  | AE 1986, 523 |
| 161-164                             | Gaio Aufidio Vittorino                                    | Historia Augusta, Vita Marci, 8, 7-8; Cassio Dione, Storia Romana, LXXII, 11, 3; CIL XIII, 11808; AE 1957, 121; Frontone, II 228 Haines; II 232 Haines |
| sotto Marco Aurelio?                | Giunio Vittorino (Lucio Giunio Vittorino Flavio Celiano?) | CIL XIII, 6638 |
| fine regno Marco Aurelio?           | Publio Cornelio Anullino                                  | CIL XIII, 6542; CIL XIII, 6543 |
| 187                                 | Marco Elvio Clemente Destriano                            | CIL XIII, 11757 |
| ultimo decennio II sec. d.C.?       | Cerellio (Prisco?)                                        | CIL XIII, 6806 |
| attorno al 200?                     | Gaio Cesonio Macro Rufiniano                              | CIL XIV, 3900 |
| 202?                                | Ignotus                                                   | CIL XIII, 7683a |
| attorno al 203?                     | Tito Statilio Barbaro                                     | CIL VI, 1522 |
| 209                                 | Quinto Aiacio Modesto Crescenziano                        | CIL XIII, 7441; CIL XIII, 7417 |
| 213                                 | Avito                                                     | CIL XIII, 6762 |
| 213                                 | Quinto Giunio [---] Quinziano                             | CIL XIII, 6754 |
| 217                                 | CL[---]US Egnaziano                                       | CIL XIII, 6746 |
| 218                                 | Claudio Elio Pollione                                     | CIL XIII, 6807; Cassio Dione, Storia Romana, LXXIX, 3, 1 |
| 225                                 | Ignotus                                                   | CIL XIII, 6405 |
| 229                                 | Massimio Attiano                                          | CIL XIII, 6752 |
| 231                                 | Sesto Cazio Clementino Priscilliano                       | CIL XIII, 11758; AE 1977, 593; CIL XIII, 6749; CIL XIII, 7212 |
| 241/242                             | -ANUS                                                     | CIL XIII, 11759 |
| tra 244 e 247                       | Quinto Cecilio Pudente                                    | CIL XIII, 6562 |
| 260                                 | Ignotus                                                   | CIL XIII, 5203 |
| 268?                                | Ulpio Cornelio Leliano                                    | Aurelio Vittore, Storia Romana, 33, 8; Eutropio, Breviario, IX, 9, 1; Epitome de Caesaribus, 32, 4; Orosio, Storie, VII, 22, 11; Giovanni di Antiochia, frgm. 152 |
| tra 270 e 280                       | Ignotus                                                   | CIL VI, 1641 |
| ?                                   | Ignotus                                                   | CIL XIII, 5090 |
| ?                                   | Giuliano                                                  | CIL XIII, 5974 |
| ?                                   | PON[---]                                                  | CIL XIII, 11620 |